# Huit Femmes
Cet article concerne la pièce de théâtre. Pour le film de François Ozon, voir Huit Femmes (film).
Huit Femmes est une pièce de théâtre policière de Robert Thomas créée en 1958.
Cette pièce est l'une des deux premières œuvres de Robert Thomas — la deuxième étant Madame Trait d'union — qui sont créées, dans une relative indifférence, à Nice, respectivement en 1958 et en 1959.   La première représentation parisienne, le 28 août 1961 au théâtre Édouard-VII, est un véritable succès et la pièce reçoit le prix du Quai des Orfèvres 1961. 
Elle est portée trois fois à l'écran : en 1960 sous le titre La Nuit des suspectes par Víctor Merenda (adaptation de Frédéric Dard et Robert Thomas), en 2002 sous son titre original par François Ozon et en 2022 sous le titre Sept Femmes par Alessandro Genovesi.
La pièce fut adaptée à deux reprises pour la télévision, d'abord le 7 février 1972, avec sa diffusion sur la deuxième chaîne de l'ORTF, puis dans une adaptation de Jean Le Poulain diffusée sur TF1 dans le cadre de « Au théâtre ce soir » le 11 mars 1977.

## Intrigue
En 1950, une famille bourgeoise — un couple, Gaby et Marcel, leurs deux filles, la sœur de l’épouse ainsi que leur mère — se prépare à fêter Noël. S’y ajoutent la cuisinière et la femme de chambre. Mais au matin, Marcel est retrouvé mort assassiné, étendu dans son lit avec un couteau planté dans le dos. Chacune des sept femmes est soupçonnée. Dans la journée, elles sont rejointes par la sœur de Marcel. Cependant, il n’y a pas de moyen de communiquer avec l’extérieur : le manoir où vit la famille est situé à l’écart et le câble du téléphone a été coupé... Dans ce huis clos, la progression de l’intrigue révèle que chacune de ces femmes aurait eu une raison de tuer Marcel. Mais laquelle est passée à l’acte ? Et pourquoi ?... La recherche de la vérité donne lieu à un grand déballage qui fait apparaître les aspects mesquins, voire pitoyables, de chacune d’elles.

## Distribution

### Théâtre Édouard-VII(1961)
- Denise Grey : Gaby
- Madeleine Clervanne : Mamy, la mère de Gaby
- Régine Lovi puis Rosine Favey : Suzon, la fille aînée de Gaby
- Sylvie Fabre : Catherine, la fille cadette de Gaby
- Jacqueline Jefford puis Florence Blot : Augustine, la sœur de Gaby
- Claude Génia : Pierrette, la belle-sœur de Gaby
- Jane Marken : Mme Chanel, la gouvernante
- Nadia Barentin : Louise, la femme de chambre

#### Fiche technique
Mise en scène : Jean Le Poulain
Décors : Roger Harth
Costumes : Joseph Poular
Son : Fred Kiriloff

## Reprise notable

### Théâtre Marigny(1971)
- Mony Dalmès : Gaby
- Madeleine Clervanne : Mamy
- Corinne Le Poulain : Suzon
- Bernadette Robert : Catherine
- Jacqueline Jefford : Augustine
- Claude Génia : Pierrette
- Madeleine Barbulée : Mme Chanel
- Nadia Barentin : Louise

#### Fiche technique
Mise en scène : Jean Le Poulain, assisté de Daniel Dhubert
Décors :  Roger Harth
Costumes : Donald Cardwell
Son : Fred Kiriloff
Enregistré le 6 novembre 1971 et diffusé le 7 février 1972 sur la deuxième chaîne de l'ORTF dans le cadre de l’émission Au théâtre ce soir

### Vidéographie
- Au théâtre ce soir : Huit Femmes, Polygram Collections, 2007.